# Lowri Roberts
Lowri Roberts (* 18. Oktober 1997 in Bodelwyddan) ist eine walisische Squashspielerin. 

## Karriere
Lowri Roberts spielte 2015 erstmals auf der PSA World Tour und gewann auf dieser bislang einen Titel. Sie erreichte ihre höchste Platzierung in der Weltrangliste mit Rang 84 am 24. März 2025. Mit der walisischen Nationalmannschaft nahm sie 2016 und 2022 an der Weltmeisterschaft teil, was 2016 gleichzeitig ihr Debüt für Wales war. Seit 2017 gehört sie zum walisischen Kader bei Europameisterschaften und wurde 2022 mit der Mannschaft Vizeeuropameisterin. Bei den walisischen Landesmeisterschaften belegte sie mehrfach den dritten Platz.

## Erfolge
- Vizeeuropameisterin mit der Mannschaft: 2022
- Gewonnene PSA-Titel: 1